# Flick (famiglia)
La famiglia Flick è una famiglia tedesca di industriali e politici, eredi di un impero industriale che spaziava sui settori più disparati, ma in particolare nella siderurgia e nel carbone. I Flick inoltre possedevano una partecipazione minoritaria nella Daimler AG.
Il fondatore della dinastia fu Friedrich Flick (10 luglio 1883, Ernsdorf - 20 luglio 1972, Costanza), affermatosi come industriale di spicco a partire dal primo dopoguerra, durante la Repubblica di Weimar. Egli fu anche un membro fondatore del partito nazista. Durante la Seconda guerra mondiale trasse ingenti profitti dalle espropriazioni dei beni degli Ebrei messe in atto dal governo nazista. Fu anche uno dei principali produttori di armi e macchinari del Reich, impiegando massicciamente la manodopera coatta presente nei campi di concentramento (si stima che disponesse di 48000 prigionieri, dei quali 39000 morirono prima della liberazione).
Al termine della guerra fu processato per crimini di guerra nel 1947, venendo condannato ad una pena detentiva di 7 anni, scontandone solamente 3 grazie all'amnistia concessa agli industriali che avevano collaborato con il regime dall'alto commissario John J. McCloy nel 1951. In seguito, tornato alle redini del suo gruppo, si dedicò alla sua ricostruzione e riorganizzazione: alla sua morte, avvenuta nel 1972 era uno degli uomini più facoltosi del mondo. Fino alla fine rifiutò di versare compensazioni economiche agli Haftlingen che avevano lavorato in condizioni disumane per la sua azienda. Il suo impero economico passò al figlio Friedrich Karl Flick (1927-2006).
La famiglia fu coinvolta nel 1983 in uno scandalo politico: a seguito di indagini venne accertato che politici tedeschi avevano operato a favore della famiglia, ricevendone tangenti, per farle ottenere vantaggi fiscali. A causa del clamore sollevato dal fatto Friedrich Karl Flick decise di vendere nel 1985 la gran parte delle sue partecipazioni industriali alla Deutsche Bank per la somma di 2.5 miliardi di US$, ritirandosi a vita privata. Nel novembre del 2008 è stato riportato che il suo corpo, sepolto presso il cimitero di Velden in Austria, sia stato trafugato.

## Aspetti controversi della famiglia
Friedrich Flick fu il capostipite della dinastia industriale e politica del ramo tedesco.

La famiglia Flick è stata processata varie volte per i suoi legami con il Nazismo. Si è peraltro sempre rifiutata di risarcire in qualche modo con le vittime del sistema concentrazionario da essa sfruttate. Diversi membri della famiglia hanno subito numerosi tentativi di rapimento, riconducibili a organizzazioni ebraiche.
Nel 1997 l'Università di Oxford rifiutò una donazione di 350,000 sterline effettuata da Gert Rudolph Flick per la creazione di una cattedra per lo studio del pensiero umano al Balliol College, in seguito alle pressioni ricevute dalla comunità ebraica e da docenti della stessa università.
Un tentativo da parte di Friedrich Christian Flick di esporre la sua collezione di opere d'arte presso un museo zurighese fu respinto dalle autorità svizzere. Nel settembre del 2004 la collezione è stata comunque esposta a Berlino presso la galleria Hamburger Bahnhof nonostante le proteste di gruppi ebraici.

## Membri della famiglia Flick
- Friedrich Flick (10 luglio 1883 - 20 luglio 1972) - fondatore della dinastia e cofondatore e membro del partito nazista.

Figli di Friedrich Flick:
- Otto-Ernst Flick (1916-74). Figli:
  - Dagmar Gräfin Vitzthum
  - Gert Rudolph Flick
  - Friedrich Christian Flick
- Rudolf Flick (nato nel 1919, morto durante la II Guerra Mondiale)
- Friedrich Karl Flick (3 febbraio 1927 - 5 ottobre 2006)- industriale, coinvolto nello Scandalo Flick. Figli:
  - Alexandra Flick
  - Elisabeth Flick
  - Victoria-Katharina Flick
  - Karl-Friedrich Flick

Altri membri della famiglia Flick:
- Donatella Flick - socialite e filantropa, già moglie di Gert Rudolph Flick
- Volker Flick - operante nel campo dell'edilizia (insieme a Vinicio Fioranelli, farebbe parte di un gruppo che sarebbe stato interessato ad acquisire l'Roma). Operante nel campo dell'edilizia, la sua famiglia, fino al 1986, ha controllato (oltre alle proprie industrie) il pacchetto azionario di maggioranza della Mercedes-Benz, ricavandone successivamente dalla cessione una somma pari a 2,6 miliardi di dollari americani. La cessione delle azioni da parte della famiglia Flick è stato per giunta legato ad un grande scandalo in Germania di natura politico-finanziaria.